# Campephilus magellanicus
Campephilus magellanicus là một loài chim trong họ Picidae.

## Hình ảnh

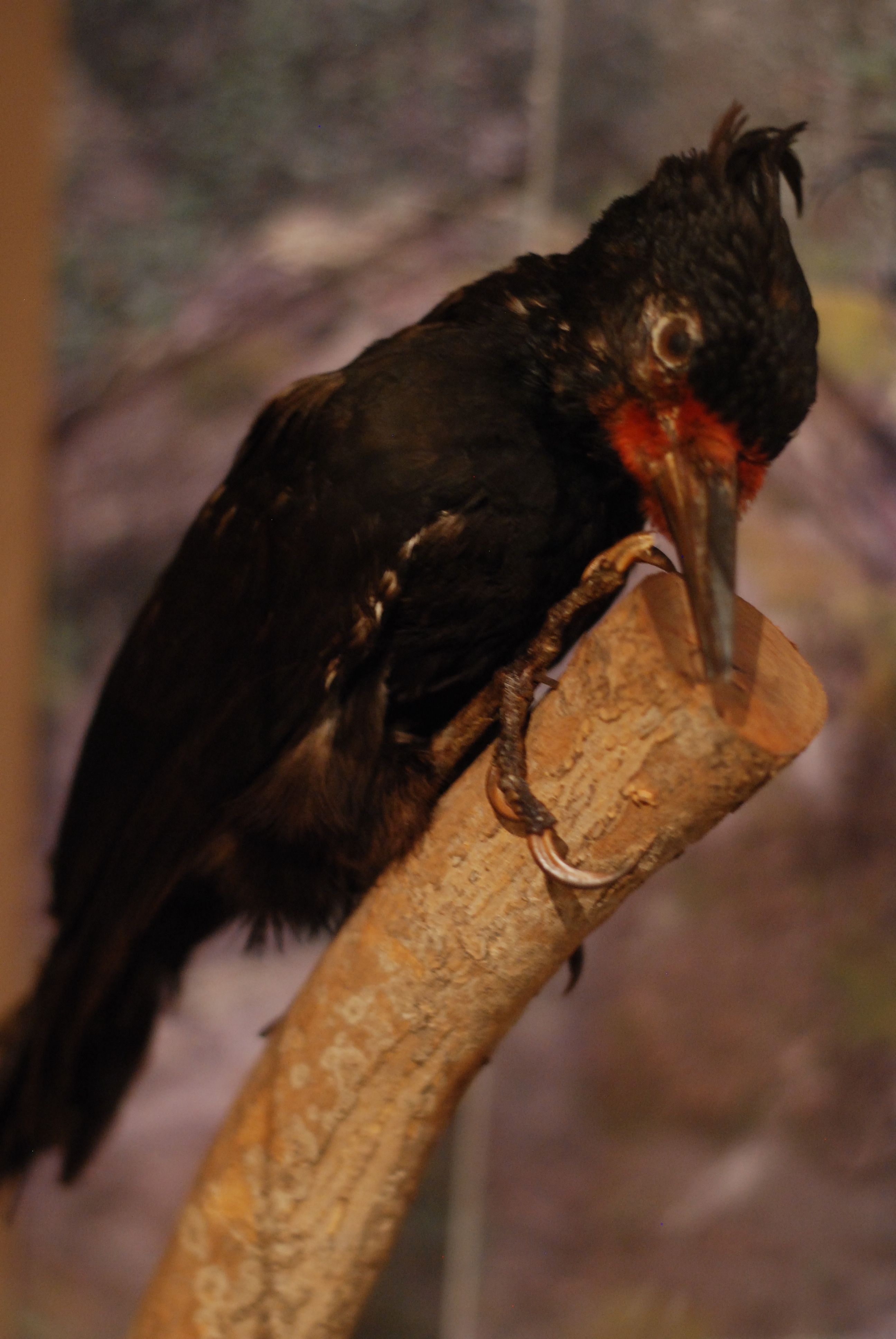
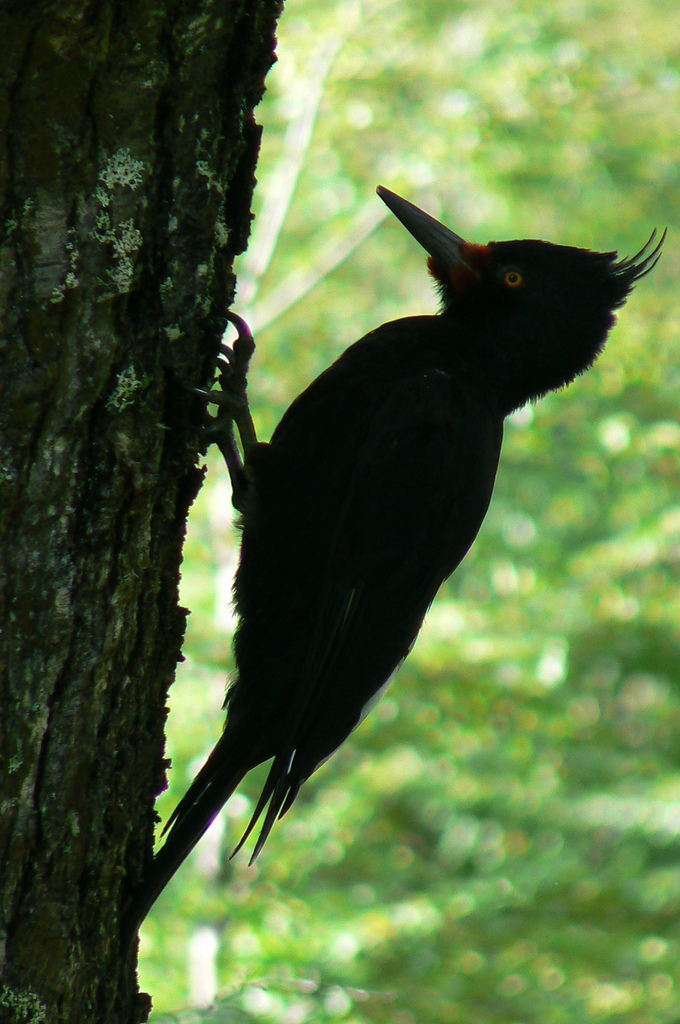
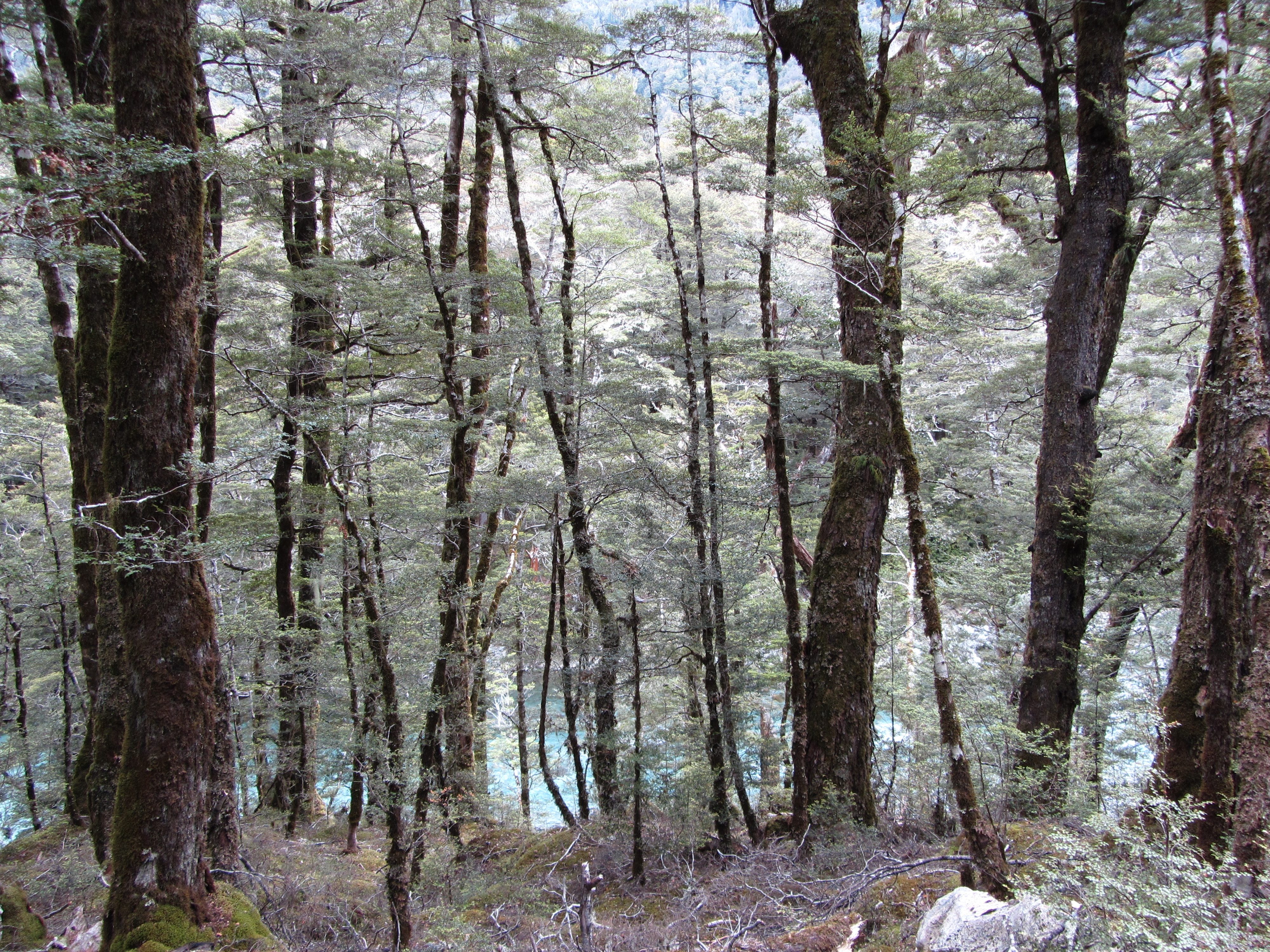
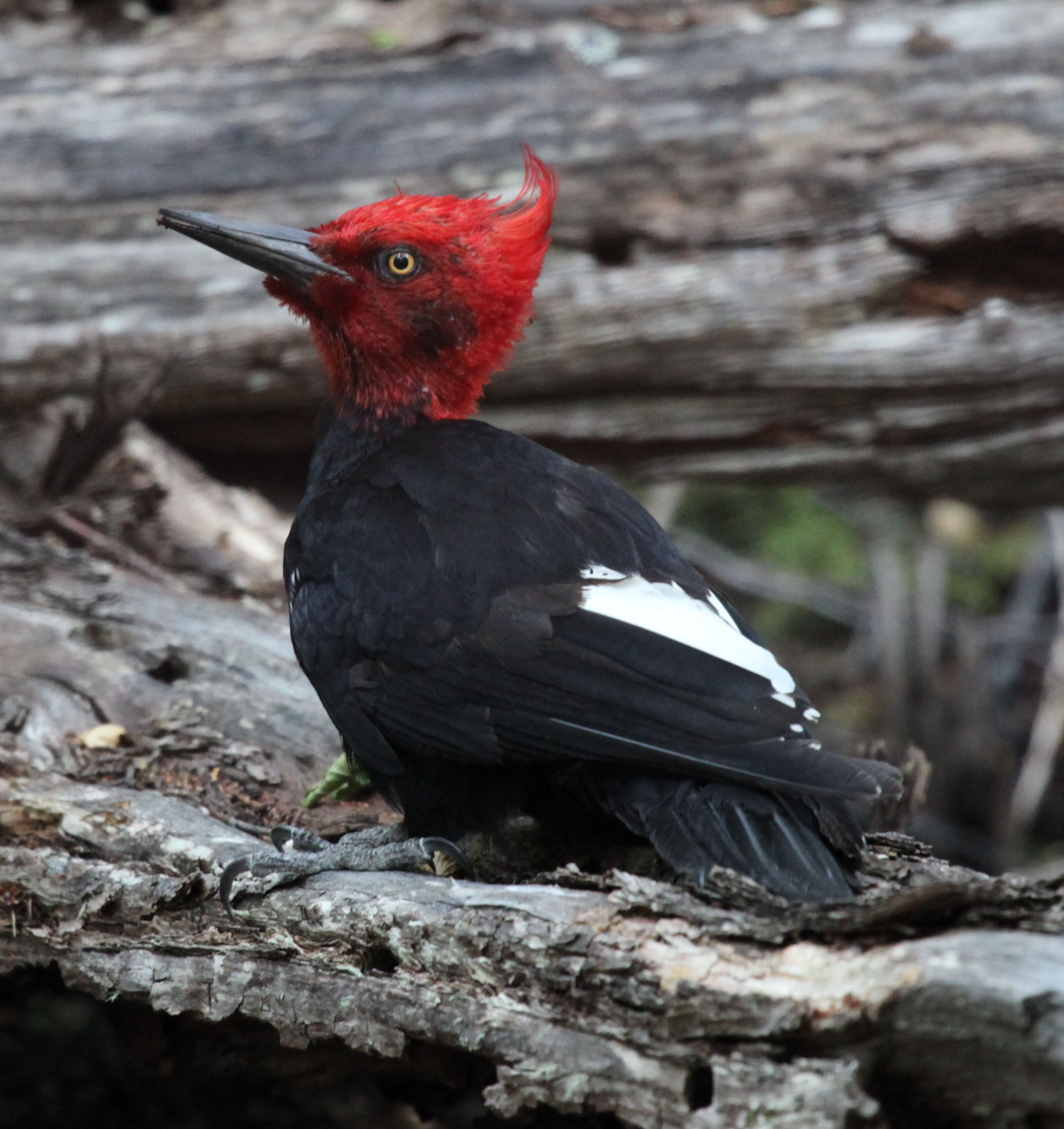
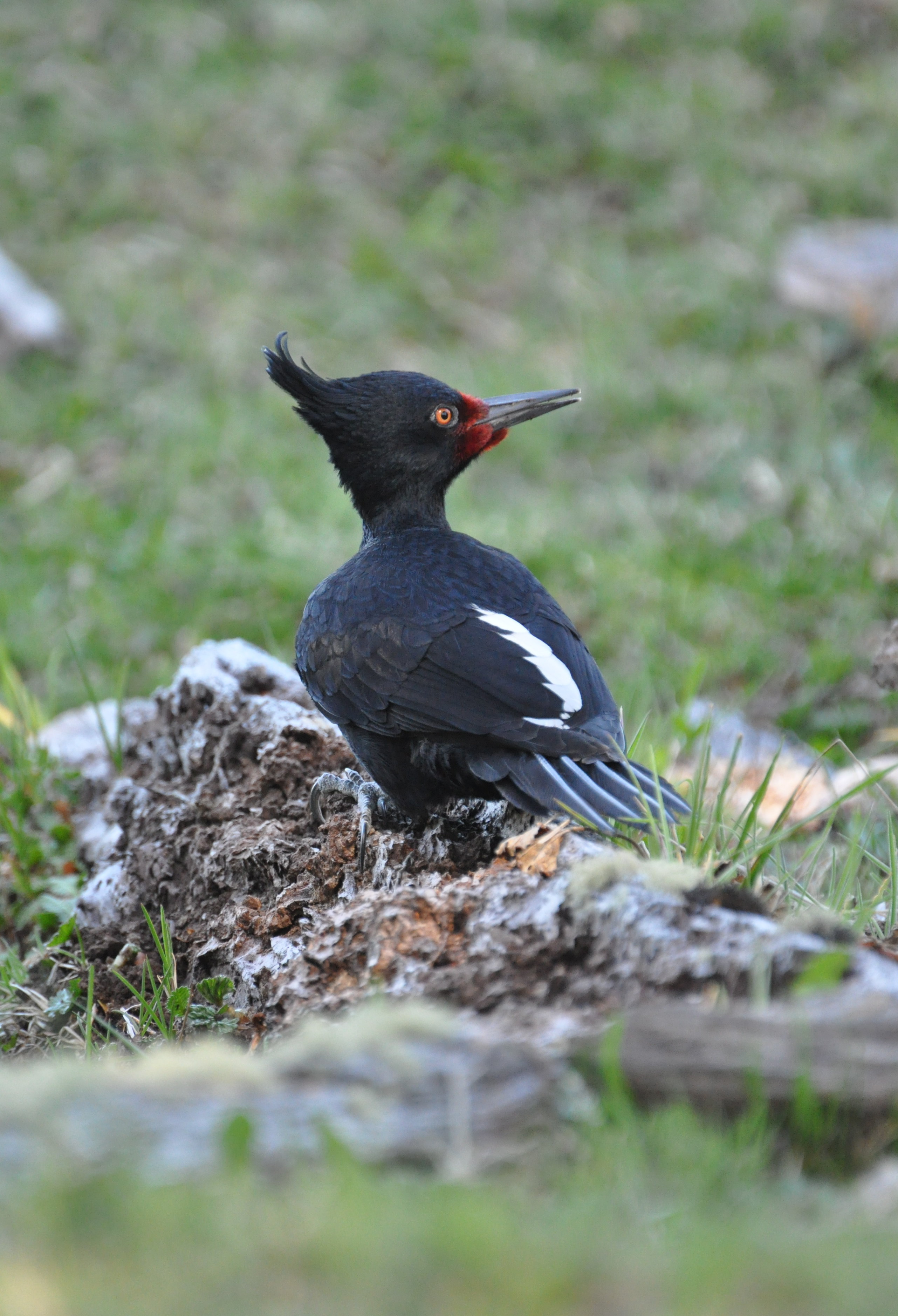